# Stahlindustrie
Die Stahlindustrie ist ein Wirtschaftszweig, der zur Schwerindustrie gehört und sich mit der Erzeugung von Stahl sowie teilweise dem Vertrieb des erzeugten Stahls befasst. Viele Stahl erzeugende Unternehmen sind heute international verflochten. Dies ist eine relativ neue Entwicklung, die erst mit der Stahlkrise der 1980er-Jahre eingesetzt hat. Zuvor war die Stahlindustrie eine weitgehend nationale Angelegenheit, obwohl bereits 1952 mit der Gründung der Europäischen Gemeinschaft für Kohle und Stahl die Grundlage für die Internationalisierung der Stahlindustrie gelegt wurde. Standorte der deutschen Stahlindustrie sind heute vor allem das Ruhrgebiet, das Siegerland und das Saarland sowie Werke in Bremen, Eisenhüttenstadt und Salzgitter.
Als Wirtschaftszweig entwickelte sich die Stahlindustrie etwa ab der zweiten Hälfte des 19. Jahrhunderts, als sich im Rahmen der industriellen Revolution aufgrund des technischen Fortschrittes und der Anwendung neuer Technologien die Produktion von Stahl von kleinen Schmieden und Hammerwerken in Eisenhütten verlagerte. Dadurch wurde die Industrialisierung entscheidend vorangetrieben. Noch heute ist die Stahlindustrie ein volkswirtschaftlich bedeutender Faktor.
Die Stahlindustrie stellt Vorprodukte (z. B. Warmbreitband, Schmiedeteile, Bleche, Schienen, Langprodukte, Draht, Röhren) her, die zu Endprodukten weiterverarbeitet werden. 
2012 setzte die Stahlindustrie weltweit 800 Mrd. Dollar um und beschäftigte 8 Mio. Menschen. Durch die modernen Produktionsverfahren (siehe Integriertes Hüttenwerk) ist die Abgrenzung innerhalb der einzelnen Stahlunternehmen zwischen Eisenverhüttung und der eigentlichen Stahlerzeugung kaum noch möglich.

## Die deutsche Stahlindustrie
In Deutschland arbeiten ca. 85.000 Menschen in Stahlunternehmen. Zu den größten Unternehmen und wichtigsten Standorten gehören:
- Thyssen-Krupp (161.000 Mitarbeiter) mit dem ThyssenKrupp-Stahlwerk Schwelgern
- Salzgitter AG (25.300 Mitarbeiter), beteiligt an Hüttenwerke Krupp Mannesmann
- Saarstahl (6400 Mitarbeiter)
- Deutsche Edelstahlwerke (4400 Mitarbeiter)
- ArcelorMittal Bremen (3000 Mitarbeiter)
- ArcelorMittal Eisenhüttenstadt (2500 Mitarbeiter)
- Georgsmarienhütte GmbH (1.300 Mitarbeiter)
- Buderus Edelstahl GmbH Wetzlar (1200 Mitarbeiter)

## Die britische Stahlindustrie
Die Metallindustrie war eine der treibenden Kräfte der Industrialisierung in Großbritannien. Bis weit ins 20. Jahrhundert erzeugten viele kleine Hütten den Stahl; allein im Tal des River Ebbw in Wales gab es 1945 noch fünfzig Stahlwerke. Im Ersten Weltkrieg hatte die Branche eine große Bedeutung für die Kriegsproduktion. 
Die Sympathien der britischen Stahlindustriellen galten in der Zwischenkriegszeit unzweifelhaft der ‚nationalen’ von den Konservativen geführten Regierung. Sie drängten die Regierung zu einer gegen ausländische Konkurrenz gerichteten Schutzzollpolitik und unterstützten die Ottawa-Politik, die Schaffung eines geschlossenen Wirtschaftsraumes innerhalb des Britischen Empires. Der diesen Interessen dienende Beitritt der britischen Stahlindustrie zur Internationalen Rohstahlexportgemeinschaft (IREG) im Jahre 1935 verdeutlicht nach Clemens A. Wurm den bemerkenswerten Einfluss den die britische Eisen- und Stahlindustrie auf die Regierung, den sie seit 1931/32 erringen und ausbauen hat können. Die Regierung hat nach starkem Schwanken die Industrie aktiv bei den Verhandlungen mit der IREG unterstützt. Jedoch seien die zeitgenössischen Vorwürfe die Baldwin-Chamberlain-Regierungen mit der „Herrschaft der Stahlindustriellen Birminghams“ gleichzusetzen unzulässig. Der Beitritt zur IREG ermöglichte den britischen Stahlerzeugern durch die Ausschaltung der ausländischen Konkurrenz eine erhebliche Machtstellung über die Stahlkonsumenten.
Im Zweiten Weltkrieg steuerte der Staat die Stahlproduktion, ebenso danach. 1967 fasste die Regierung neunzig Prozent der Produktion (14 Unternehmen mit 268.500 Menschen) unter dem Dach von British Steel (BS) zusammen.
BS schloss veraltete, kleine Stahlwerke und konzentrierte die Produktion auf fünf Standorte. Diese Sanierung stieß auf heftigen Widerstand: Die Arbeiter wehrten sich 1980 in einem 13-wöchigen Streik – letztlich erfolglos; die seit 1979 amtierende Premierministerin Margaret Thatcher setzte auf Privatisierungen.
Ende der 1980er-Jahre war der Konzern wieder profitabel, die Belegschaft auf weniger als die Hälfte geschrumpft. 1988 privatisierte die Regierung Thatcher British Steel.
1999 fusionierten British Steel und das niederländische Unternehmen Hoogovens zu Corus. Die Realität war ernüchternd: Drei Jahre und drei Vorstandschefs später stand der Konzern am Abgrund. Eine Fusion mit der brasilianischen CSN scheiterte.
Unter Führung von Philippe Varin und mittels weiterem Stellenabbau kam Corus auf die Beine. Der Aktienkurs verzehnfachte sich.
2005 begannen Varin und Chairman Jim Leng mit der Suche nach einem Partner aus einem Schwellenland. Sie suchten Zugang zu Eisenerz, Rohstahl und neuen Märkten. Dabei zeigte sich, dass Corus nur Junior-Partner sein würde. Viele Werke – vor allem die britischen – waren nicht hinreichend international wettbewerbsfähig.
Im Februar 2007 wurde bekannt, dass die Tata-Gruppe (Sitz in Mumbai, Indien) Corus übernehmen würde. Zu dieser Zeit beschäftigte Corus 24.000 Menschen an vier Standorten in Großbritannien.

## Die luxemburgische Stahlindustrie
Im Süden Luxemburgs und im benachbarten Lothringen gibt es große Minette-Vorkommen. Man schätzt sie auf zusammen sechs Milliarden Tonnen; inzwischen (nach etwa 150-jährigem Erzabbau) dürfte die Hälfte davon gefördert worden sein.
Der hohe Phosphorgehalt der Minette verhinderte lange Zeit den industriellen Abbau; er setzte dann relativ spät nach Einführung des Thomas-Verfahrens ein.
Nach dem Ersten Weltkrieg schlossen Belgien und Luxemburg die Belgisch-Luxemburgische Wirtschaftsunion (UEBL) (laut dem Historiker Charles Barthel war Luxemburg dazu genötigt).
Der Höhepunkt in der Erzförderung wurde mit 62 Millionen Tonnen in Frankreich und sechs Millionen Tonnen in Luxemburg im Jahre 1960 erreicht. Der relativ niedrige Eisengehalt führte jedoch dazu, dass lothringisches Minette-Erz sukzessive durch höher konzentrierte Importerze (mit einem Eisengehalt um 60 %) ersetzt wurde. Als Folge wurden dann mehr und mehr Bergwerke stillgelegt. Die letzte Zeche in Luxemburg (Differdingen) schloss 1981, die letzte französische bei Audun-le-Tiche im Département Moselle 1997.
1911 entstand durch eine Fusion das Unternehmen ARBED (Akronym für Aciéries Réunies de Burbach-Eich-Dudelange, deutsch „Vereinigte Stahlhütten Burbach-Eich-Düdelingen“). Das älteste der fusionierenden Unternehmen war 1882 gegründet worden.
Um die zur Stahlproduktion erforderliche Koksversorgung zu gewährleisten, schloss die ARBED 1913 einen Interessenvertrag mit dem Eschweiler Bergwerks-Verein (EBV). Die enge Zusammenarbeit zwischen ARBED und EBV endete erst mit der Übernahme der EBV-Zeche Westfalen in Ahlen durch die Ruhrkohle AG im Jahre 1993.
2001 fusionierte ARBED mit Aceralia und Usinor zur Arcelor, inzwischen aufgegangen in ArcelorMittal.